# 伊万·柳德尼科夫
伊万·伊里奇·柳德尼科夫（俄语：Иван Ильич Людников，1902年10月9日—1976年4月22日），苏联大将，苏联英雄 (1943.10.16)。生于顿河州塔甘罗格区克里瓦亚沙咀镇（今乌克兰顿涅茨克州新阿佐夫斯克区塞多沃），曾参加俄国内战，第二次世界大战苏德战争、苏日战争，期间指挥第39集团军占领中国城市大连，担任旅顺港司令至1947年。

## 生平
1913年11岁时，随父亲在尤佐夫卡的Shcheglovskogo煤矿公司二井做洗煤童工、1914年做抽水泵工人，1915年任煤矿的车床学徒工，1916年出师成为车工。
1917年十月革命后参加赤卫队。1917年12月至1918年1月，参加了第一场战斗，与卡列金将军的顿河哥萨克白军作战。1918年4月加入苏俄红军，成为南方面军阿布罗西莫夫指挥的特别机枪分队的机枪射手，参加苏俄内战，不久负伤。1918年5月为С. А. Бондаренко分遣队的机枪手。1918年9月随部队编入苏俄红军南方面军。1918年12月，该支队在曼古什附近被邓尼金将军的部队击败，柳德尼科夫被俘，但几天后被红军解放。1918年12月转入西南方面军第14集团军步兵第42师骑兵第1团，在这个团加入了共青团。1920年3月，加入苏俄红海军亚速海区舰队（基地在马里乌波尔）谢尔盖·阿达莫维奇 ·科尔巴谢夫指挥的“社会主义旗帜”号炮艇。1921年，参加了对抗弗兰格尔军队的作战行动、歼灭乌拉盖登陆的弗兰格尔白军，肃清库班残匪的斗争。 
1921年11月，“作为未成年人”被海军除名。1922年8月8日，自愿报名参加红军被派往乌克兰军区第94敖德萨步兵指挥班学习。1923年1月1日该班被解散，调入敖德萨步兵学校为学员， 1925年8月8日毕业。1925年8月被派往北高加索军区达吉斯坦步兵第13师步兵第37团任步兵排长、机枪排长、机枪连代理连长。1925年加入联共 (布)。1926年12月26日起任北高加索军区第17弗拉季高加索步兵学校（17-й Владикавказской пехотной школы）课程教官。1929年12月，参加了学员分队解除车臣非法武装团体武装的行动，获得了军旅第一个奖项—一把勃朗宁手枪。1930年3月毕业于苏军高级步兵学校高级战术训练班机枪课程。返回弗拉季高加索步兵学校机枪连，1930年改称北高加索军区第7弗拉季高加索红旗步兵学校，1932年1月改称北高加索军区奥尔忠尼启则红旗步兵学校）。1933年3月4日成为营参谋长。1934年8月9日至1935年4月任鞑靼-巴什基尔联合步兵学校战术系主任。1935年4月至1938年9月8日完成伏龙芝军事学院的学习。1938年9月—1939年4月，根据苏联国防人民委员第00128号令，在工农红军总参谋部第一部任特派员。1939年4月调任总参第十三部第二科科长，其主要任务是培训师、军、集团军司令部的作战人员。1939年11月2日任日托米尔步兵学校校长。1941年3月4日任基辅特别军区步兵第31军步兵第200师师长。 
苏德战争先后在西南方面军、南方面军、克里木方面军、北高加索方面军、斯大林格勒方面军、顿河方面军、中央方面军和乌克兰第1方面军作战。开始时为步兵第31军步兵第200师上校师长，最初在萨尔内以南作战，随后步兵第200师编入第5集团军参加了基辅防御战役，占据Korosten筑垒地域多次从翼侧反突击德军第六集团军。撤过第聂伯河后，保卫切尔尼戈夫。1941年9月16日师部遭到空袭，头部重伤、脚部骨折，被后送到哈尔科夫的医院，又转到喀山的第361军医院。
1941年12月24日任北高加索军区格罗兹尼等几所步兵学校组成的独立第16学员旅旅长，编入北高加索军区的第56集团军，参加了收复罗斯托夫的战役。1942年3月30日任北高加索军区第44集团军步兵第390师师长。1942年5月29日任步兵第138师师长。在斯大林格勒会战中，1942年10月指挥步兵第138师转隶给了瓦西里·伊万诺维奇·崔可夫的第62集团军，渡过伏尔加河进入斯大林格勒工厂区“街垒”工厂以北宽700米，深400米的废墟阵地，背靠伏尔加河岸，北、西、南三面受敌，坚持了100个日夜，直到43年1月25日发动反攻。这块阵地后来被称为柳德尼科夫岛。1943年2月15日步兵第138师改称近卫步兵第70师。柳德尼科夫中将从6月1日开始指挥步兵第15军，参加库尔斯克会战，9月22日在切尔诺贝利以北地域强渡第聂伯河并固守并拓展登陆场，为此于1943年10月16日苏联最高苏维埃主席团授予其苏联英雄称号（1892号）。1944年5月27日升任第39集团军司令，隶属于伊万·丹尼洛维奇·切尔尼亚霍夫斯基指挥的白俄罗斯第3方面军。1944年6月开始的在白俄罗斯会战中，率部与波罗的海第1方面军阿法纳西·帕夫兰季耶维奇·别洛博罗多夫上将指挥的第43集团军配合在维捷布斯克地域只花了3天围歼德国第三装甲集团军下属的5个师，此即维捷布斯克-奥尔沙进攻战役。随后，第39集团军临时配属波罗的海第1方面军参加了波罗的海进攻战役，任务是攻占陶格夫匹尔斯–帕布拉德一线，进一步攻取考那斯与希奥利艾。8月1日第39集团军进抵拉塞尼艾–苏瓦乌基一线，沿着尼曼河的东普鲁士边界。受命进攻陶拉格，以切断德军渡过尼曼河退往蒂尔西特的道路。10月9日攻入东普鲁士，占Augstogallen，在6天攻势中推进了150 km。东普鲁士战役第一阶段，1944年10月17日第39集团军发起进攻庫迪爾科斯-瑙梅斯蒂斯、施洛斯贝格、亨斯尼凯宁，遇到顽强抵抗，一周仅前进了21km。1945年1月13日东普鲁士战役转入总攻，由于大雾阻碍了炮火准备，柳德尼科夫决定把所有坦克与自行火炮集中到施洛斯贝格以南的次要突破地域，指向蒂尔西特西北，以达成对德军因斯特堡集团的突然性，当天下午16时天气好转后，发起进攻，至22时突入了12–16 km。1月17日，近卫第5与第94军突破了贡宾嫩防线，攻入施洛斯贝格、亨斯尼凯宁。1月19日攻占蒂尔西特，抵达德玛河，用了几天摆渡过河，至此推进了18 km。第39集团军授命向海岸推进，切断德军南北联系，攻占铁路站麦格登，从而切断了柯尼斯堡与皮劳。
1945年5月12起，驻防东普鲁士的第39集团军调往远东，在外贝加尔方面军编成内参加了远东战役。1945年晋升上将。任驻旅大苏军集群司令。1947年11月29日调任列宁格勒军区近卫第10集团军司令。1948年4月20日调任喀尔巴阡军区驻罗夫诺的第13集团军司令。1949年12月13日任苏军驻德军队集群副总司令。1951年11月入总参军事学院高级速成班学习。1952年11月1日毕业，11月28日任敖德萨军区第一副司令。1954年9月6日任塔夫里亚军区司令。1956年6月10日担任华沙公约组织联合武装部队司令部驻保加利亚人民共和国国防部代表兼苏军驻保加利亚人民军首席顾问。1959年3月26日任苏军高级步兵学校校长。1963年11月28日任总参军事学院系主任。1968年退役。 
苏联第二、三届最高苏维埃代表。获列宁勋章3枚，红旗勋章5枚，一级苏沃洛夫勋章3枚，二级苏沃洛夫勋章和二级波格丹·赫梅利尼茨基勋章各1枚，奖章及外国勋章多枚。

## 著作
- 《生活的道路是漫长的》，莫斯科1969年版；
- 《在维捷布斯克城下(1944年6月23—27日第39集团军所进行的维捷布斯克战役)》，莫斯科1962年版；
- 《翻过大兴安岭》，莫斯科1967年版；中译本：《越过大兴安岭——伊万·伊里奇·柳德尼科夫回忆录》，译者：张大贤，《大连近代史研究》，2017年，第269-280页。
- 《火岛》，伏尔加格勒1971年版；
- 《穿过大风暴》(传略)，顿涅茨克1973年第2版；
- 《伏尔加河上有悬崖……》，载《斯大林格勒：历史的教训(会战参加者回忆录)》一书，莫斯科1976年版。